# Máy bay bụi rậm

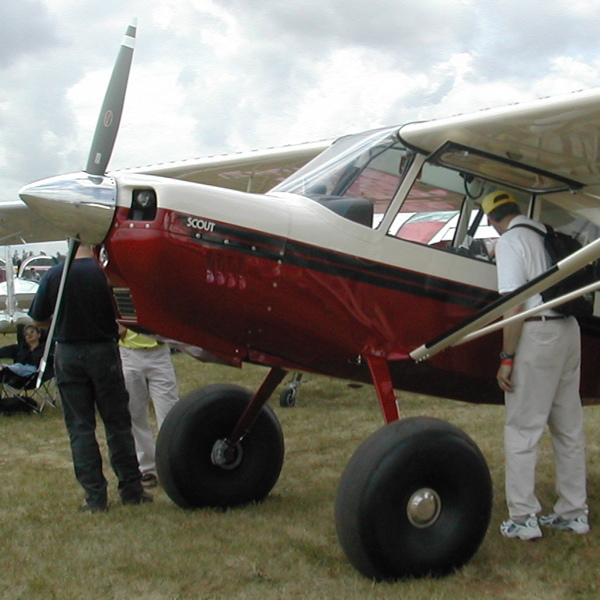
Một chiếc American Champion Scout. Những chiếc lốp đồng rêu (tundra tyre) to lớn giúp máy bay hoạt động trên địa hình gồ ghề.

Máy bay bụi rậm (tiếng Anh: bush plane) là một loại khí cụ bay được dùng trong hoạt động bay chuyên nghiệp. Chúng hoạt động tại những khu vực xa xôi và kém phát triển của một đất nước nào đó, thường là những vùng đầy bụi cỏ ở châu Phi, các đài nguyên ở Alaska (Hoa Kỳ) và Canada hoặc vùng đất đỏ khô cằn (tiếng Anh: Outback) ở nước Úc do hệ thống đường giao thông còn thiếu thốn hoặc chưa được xây dựng tại những nơi này.
Có thể liệt kê ra đây một số loại máy bay bụi rậm phổ biến như: Cessna 180, biến thể 208A của Cessna 208 Caravan, biến thể T206H của Cessna 206, Douglas DC-3, de Havilland Canada DHC-2 Beaver, biến thể PA-18-150 của Piper Super Cub, biến thể A-1C 180 của Aviat Husky, biến thể An-2V của Antonov An-2, Pilatus Turbo Porter PC-6

## Đặc điểm chung
- Cánh máy bay cao giúp xếp và dỡ hàng dễ dàng hơn đồng thời giúp tăng tầm nhìn trong chuyến bay cũng như tăng khoảng cách so với mặt đất, giúp giảm hư hại do va chạm với đất đá và bụi rậm khi hạ cánh và cất cánh.

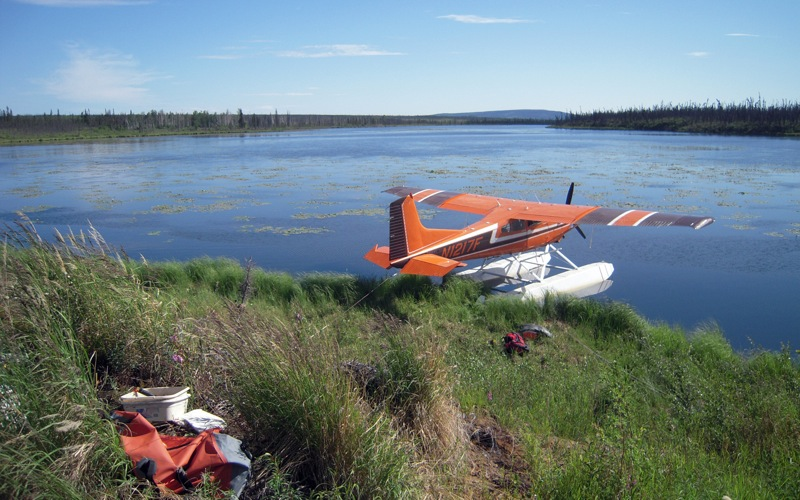
Một chiếc Cessna 185 đang đậu tại Khu Bảo tồn Thiên nhiên Hoang dã Kanuti, tiểu bang Alaska, Hoa Kỳ.

- Hai bánh lớn ở phía trước và một bánh nhỏ ở phía sau làm cho máy bay ngẩng đầu lên khiến khoảng cách giữa cánh quạt với mặt đất tăng. Điều này giúp máy bay dễ hoạt động trên những đường băng gồ ghề.
- Có các thiết bị nâng lên cao (tiếng Anh: high-lift device) như cánh tà (tiếng Anh: flap), máy tạo xoáy (tiếng Anh: vortex generator),... nên máy bay có khả năng hạ/cất cánh với đường băng ngắn, giúp kiểm soát được tốc độ ở mức thấp khi hạ cánh và cất cánh, nhờ đó những máy bay này đòi hỏi đường băng ngắn hơn các loại khác.
- Những chiếc lốp đồng rêu rất lớn và có áp suất thấp tạo cho máy bay khả năng hạ cánh và cất cánh trên những địa hình mấp mô bởi có không ít dịp phi công phải hạ/cất cánh ở những nơi như thế này.
- Có thể gắn vừa với bông tông (tiếng Anh: pontoon) và ván trượt trong trường hợp cần hoạt động trên mặt nước hoặc trên tuyết.